# نمایشگاه خودرو تهران
نمایشگاه بین‌المللی خودرو تهران یک نمایشگاه خودرو است که هرسال در نمایشگاه شهر آفتاب در تهران برگزار می‌شود. این نمایشگاه بسیاری از تولیدکنندگان بزرگ خودرو، ازجمله تولیدکنندگان خودروی‌های سوپر اسپورت و لوکس را به خود جذب می‌کند.